# Phoradendron anceps
Phoradendron anceps là một loài thực vật có hoa trong họ Santalaceae. Loài này được (Spreng.) M.Gómez miêu tả khoa học đầu tiên năm 1895.